# 傑弗里山
67°37′S 48°36′E / 67.617°S 48.600°E
傑弗里山是南極洲的山峰，位於恩德比地，處於拉加特山脈的西端，根據澳大利亞探險隊拍攝的空中照片被繪入地圖，現時由南極條約體系管理。